# Hellinikon Fencing Hall

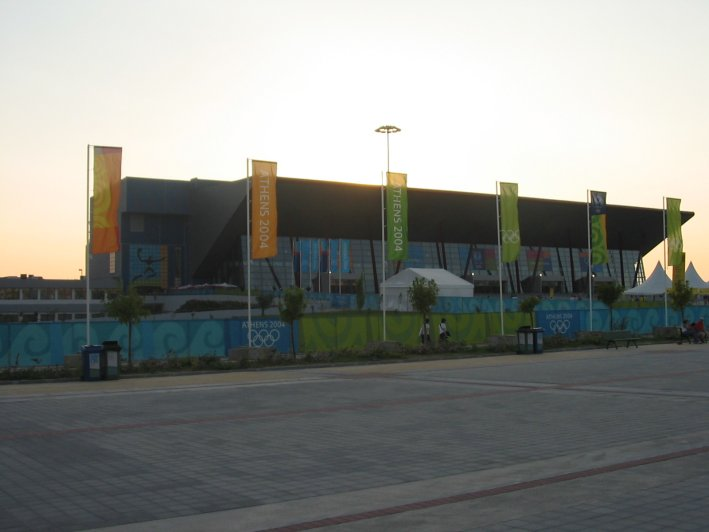
O Helliniko Fencing Hall.

O Helliniko Fencing Hall, antes conhecida como Olympic Fencing Arena, é um arena multi-uso localizada na cidade de Atenas, na Grécia, que suporta entre 3.800 e 5.000 pessoas. A arena foi aberta em 2004.